# 棋王 (1991年電影)
《棋王》是1991年上映的一部香港電影，由严浩與徐克導演，梁家輝及岑建勳主演。故事改編自阿城与张系国的两本同名小说，讲述台灣电视节目《神童世界》主持人为了挽救下滑的收视率，託香港好友程凌寻到一个五子棋神童王圣方，而令程凌回忆起二十多年前他在中国大陆遇到的一个「棋痴」王一生的故事。
本片由严浩率先於1988年於台灣開鏡，期間曾多次易角，至1990年徐克接任導演並續拍剩餘戲份，演員陣容才得以確立。

## 劇情簡介
劇情採取雙線模式。
程凌為香港出生的影業人，在台灣開設電視節目《神童世界》，但收視率逐漸下滑。為了挽救收視率，程凌與《神童世界》主持人「丁玉梅」找到落難的五子棋神童王聖方。這讓程凌想起兒時，表哥倪斌曾帶著程凌在中國大陸遇到棋王「王一生」的回憶。
在文革時代，中國各處充斥文化批判、勞改、食物配給等，王一生的棋王頭銜受到輕視。偶然在一次象棋比賽中，王一生打敗季軍，更以一敵九，下起盲棋，逼和老棋王，獲得「棋王」的尊號。王聖方在《神童世界》中運用預知能力，打敗台灣棋王劉悅白教授，卻因頭痛劇烈緊急送醫。在救護車中，王聖方預感廣告看板將會砸傷眾人，跑出救護車，阻止了悲劇。
兩個時代，一大一小的棋王，在夢境中相遇。王一生問王聖方：「你知道為何他們找你嗎？」王聖方說：「我知道，他們想知道他們的未來。」

## 主演
- 梁家辉（飾 王一生）
- 岑建勋（飾 程凌）
- 严浩（飾 钟阿城）
- 金士傑（飾 倪斌）
- 楊林（飾 丁玉梅）
- 陳冠中（飾 劉悅白教授）
- 雷鳴（飾 秦書記）

## 奖项
第十二屆香港電影金像獎
- 最佳男主角提名（梁家辉）

## 外部連結
- 香港影庫上《棋王》的資料（繁體中文）
- 開眼電影網上《棋王》的資料（繁體中文）
- 豆瓣电影上《棋王》的資料 （简体中文）
- 时光网上《棋王》的資料（简体中文）
- AllMovie上《棋王》的资料（英文）
- 爛番茄上《棋王》的資料（英文）
- 互联网电影数据库（IMDb）上《棋王》的资料（英文）